# Who wants to fuck my girlfriend?
Who wants to fuck …? ist eine satirische deutsche Reality-Spielshow von und mit Christian Ulmen, die auf dem Privatsender Tele 5 ausgestrahlt wird und zudem auf der Plattform Ulmen.tv abgerufen werden konnte. Christian Ulmen moderiert die Sendung in Form der Kunstfigur Uwe Wöllner. Die Sendung läuft zumeist unter dem Titel Who wants to fuck my girlfriend? (zu dt.: Wer will meine feste Freundin ficken?). Zwei Kandidaten treten gegeneinander an und schicken dabei jeweils eine nahestehende Person ins Rennen, die dann unterschiedliche Spiele absolvieren muss. Insgesamt sind vier Spiele zu bestreiten. Der Kandidat oder die Kandidatin mit der erfolgreicheren Freundin bzw. nahestehenden Person erhält einen goldenen Kranz mit einer Schleife und der Aufschrift „Everybody wants to fuck my Girlfriend“ (Jeder will meine Freundin ficken). Das Intro und die Musik stammen von Na sowas!.
Die erste Sendung lief unter dem Titel Who wants to fuck my lesbian girlfriend? mit Lesben. In weiteren Spezial-Ausgaben sollen Kandidaten laut Tele 5 auch auf die Attraktivität ihrer Ehefrauen, Lehrerinnen und Mütter wetten.

## Inhalt
Zu Beginn der Sendung werden zunächst die beiden Kandidaten vorgestellt, die jedoch keine Punkte erspielen können. Nur die danach vorgestellten Begleitpersonen und somit Kandidaten (Freundinnen werden von Wöllner meist als Olle bezeichnet) können in den drei zuvor aufgezeichneten Spielen und einem Studiospiel Punkte sammeln. Mögliche Spiele sind:
Runde 1:
- Flirt im Café: Die Freundinnen müssen sich in einem bestimmten Zeitrahmen in einem Café mit Gästen unterhalten. Macht ihr Gegenüber ihnen ein Kompliment oder sagt (nur im Lesben-Spezial), dass sie so etwas „noch nie gemacht“ habe, gibt es einen Punkt. Erwähnt oder möchte der Gegenüber Sex, gibt es fünf Punkte, und sagt er, dass er vergeben ist, gibt es einen Minuspunkt (nicht beim Lesben-Spezial).
- Imbiss: Für jeden Blick, den die Freundinnen in einer bestimmten Zeit in einem Imbiss auf sich ziehen, gibt es einen Punkt. Für mehrere Blicke von derselben Person gibt es mehrfach Punkte.
- Friseur: In einem Friseursalon reden die Freundinnen mit ihrer Kundschaft. Für jede positive Reaktion gibt es einen Punkt, für Telefonnummerntausch zwei und für Bereitschaft zum sofortigen Sex im Hinterzimmer fünf Punkte.
- Umfrage: Die Freundinnen sprechen auf der Straße mehrere Passanten an und führen eine Umfrage zu ihrer Attraktivität durch. Für jede Antwort zugunsten der Freundinnen gibt es einen Punkt.

Runde 2:
- Marktforschung: Die Freundinnen führen eine mündliche Umfrage durch, deren Thema ihre eigene Attraktivität ist. Wenn ihr Gegenüber eine Frage der Umfrage bejaht, gibt es einen Punkt, für die generelle Bereitschaft zum Sex drei Punkte und für die Bereitschaft, sofort ins Nebenzimmer zu gehen, gibt es fünf Punkte.
- Sexshop: Die Freundinnen müssen innerhalb einer bestimmten Zeit Leute in einem Sexshop ansprechen. Für jedes Kompliment gibt es einen Punkt, für die Bereitschaft zum sofortigen One-Night-Stand gibt es fünf Punkte.
- Internetcafé: Für jeden Chatroulette-Partner, der den Freundinnen sein erigiertes Glied zeigt, gibt es einen Punkt.
- Pizzabote: Die Freundinnen bekommen von jeweils drei Pizzaboten eine Pizza geliefert. Hilft der Pizzabote ihnen erfolgreich, den Ton des auf einem Macbook laufenden Pornofilms einzuschalten, nimmt er ein Getränk an oder macht er ihnen ein Kompliment, gibt es jeweils einen Punkt. Für die Bereitschaft zum Sex gibt es fünf Punkte.

Runde 3:
- Studiospiel: Das Studiospiel ist ein Aufmerksamkeits-, Schätz- oder Ratespiel, bei dem es fünf Punkte zu erhalten gibt.

Runde 4:
- Resteficken: Für jeden, den die Freundinnen nachts kurz vor Ladenschluss in einem Lokal abschleppen können, gibt es fünf Punkte.
- Straßenstrich: Für je 10 Euro, die die Freundinnen in einer bestimmten Zeit von Freiern geboten bekommen, gibt es einen Punkt.
- „Massage“salon: In einem Einzelzimmer eines Bordells dürfen sich jeweils drei Freier zwischen zwei echten Prostituierten und der jeweiligen Freundin entscheiden, nachdem die drei sich ihm vorgestellt haben (z. B. mit Pole Dance). Für jede Entscheidung zugunsten der jeweiligen Freundin gibt es fünf Punkte.

Als Gegenüber dürfen die Freundinnen in den Spielen nur Menschen mit dem Geschlecht ihres Partners wählen.

## Sonderausgaben
Neben der eingangs erwähnten Folge 1 unter dem Titel „Who wants to fuck my lesbian girlfriend?“ gab es noch folgende Sonderausgaben:
- Folge 4: Who wants to fuck my best friend? (beste Freundin, d. h. ohne feste Beziehung)
- Folge 5/7: Who wants to fuck my wife? (Ehefrau)
- Folge 9: Who wants to fuck my mother? (Mutter)
- Folge 11: Who wants to fuck my teacher? (Lehrer)
- Folge 12: Who wants to fuck my husband? (Ehemann)

## Kritik
Im Vorfeld der Sendung gab es einen Shitstorm, in dem Tele 5, den Produzenten und Christian Ulmen Sexismus vorgeworfen wurde. In der Folge veröffentlichte Tele 5 am 1. Februar 2013 ein Video als Reaktion auf den Shitstorm. Darin versprach man den Feministinnen zum Dank für das Marketing durch den Shitstorm als erste Folge Who wants to fuck my lesbian girlfriend? auszustrahlen. Dieses Video wurde in der ersten Folge eingespielt, sodass diese fünf Minuten länger als die anderen läuft.
Matthias Matussek kritisierte den Shitstorm in der Sendung Markus Lanz vom 29. Januar 2013. Laut ihm haben die Kritiker nicht verstanden, dass es sich um Satire handle, deren eigentliches Ziel diejenigen seien, die auf die Anmache der Freundinnen reinfielen. Er sieht es als Parodie von Formaten wie Der Bachelor, Dismissed und Ich bin ein Star.
Die TV Spielfilm schrieb in Ausgabe 4/13 vor der Erstausstrahlung „Geniale Formate jenseits von Schmerz- und Geschmacksgrenzen sind Christian Ulmens Spezialität.“ und „Wenn das Format funktioniert, ist’s ein Meisterstück“. Im Gegensatz zur Berichterstattung im Vorfeld war die nachfolgende Medienrezeption sehr dünn. Während die erste Sendung noch einen Marktanteil von 160.000 Zuschauern (1,9 % Marktanteil) erreichte, wurden in der dritten Episode nur noch 40.000 Zuschauer registriert.